# Psittirostra psittacea
L'ou, o più correttamente ʻōʻū ([ʔoːˈʔuː]; Psittirostra psittacea Gmelin, 1789), è un uccello passeriforme della famiglia dei Fringillidi, unica specie ascritta al genere Psittirostra Temminck, 1820.

## Etimologia
Il nome scientifico del genere, Psittirostra, deriva dall'unione delle parole latine psittacus ("pappagallo", attraverso il greco ψιττακος, psittakos con lo stesso significato) e roster, rostro, col significato di "dal becco di pappagallo", significato ripreso dal nome della specie, psittacea, che significa "simile a pappagallo": ambedue gli epiteti si riferiscono alla forma del becco di questi uccelli e alle loro abitudini di vita.

## Descrizione
- Video di maschio impagliato.
- Video di femmina impagliata.

### Dimensioni
Misura 17 cm di lunghezza.

### Aspetto
L'ou può ricordare una sorta di curioso incrocio fra un pappagallo e un crociere: questi uccelli presentano infatti grossa testa arrotondata con inconfondibile becco adunco, aspetto pagguto, corta coda ed ali appuntite.

Il piumaggio di questi uccelli presenta dimorfismo sessuale: i maschi, infatti, presentano livrea di colore verde su tutto il corpo, con tendenza a scurirsi su ali e coda e a schiarirsi sulla gola, mentre ventre e sottocoda sono bianchi e la testa è gialla. La femmina, invece, manca del cappuccio giallo, con la testa che è invece verde come il resto del corpo, e presenta colorazione bianca ventrale meno estesa e brillante. In ambedue i sessi, gli occhi sono bruni, il becco è di colore roseo e le zampe sono di color carnicino.

## Biologia

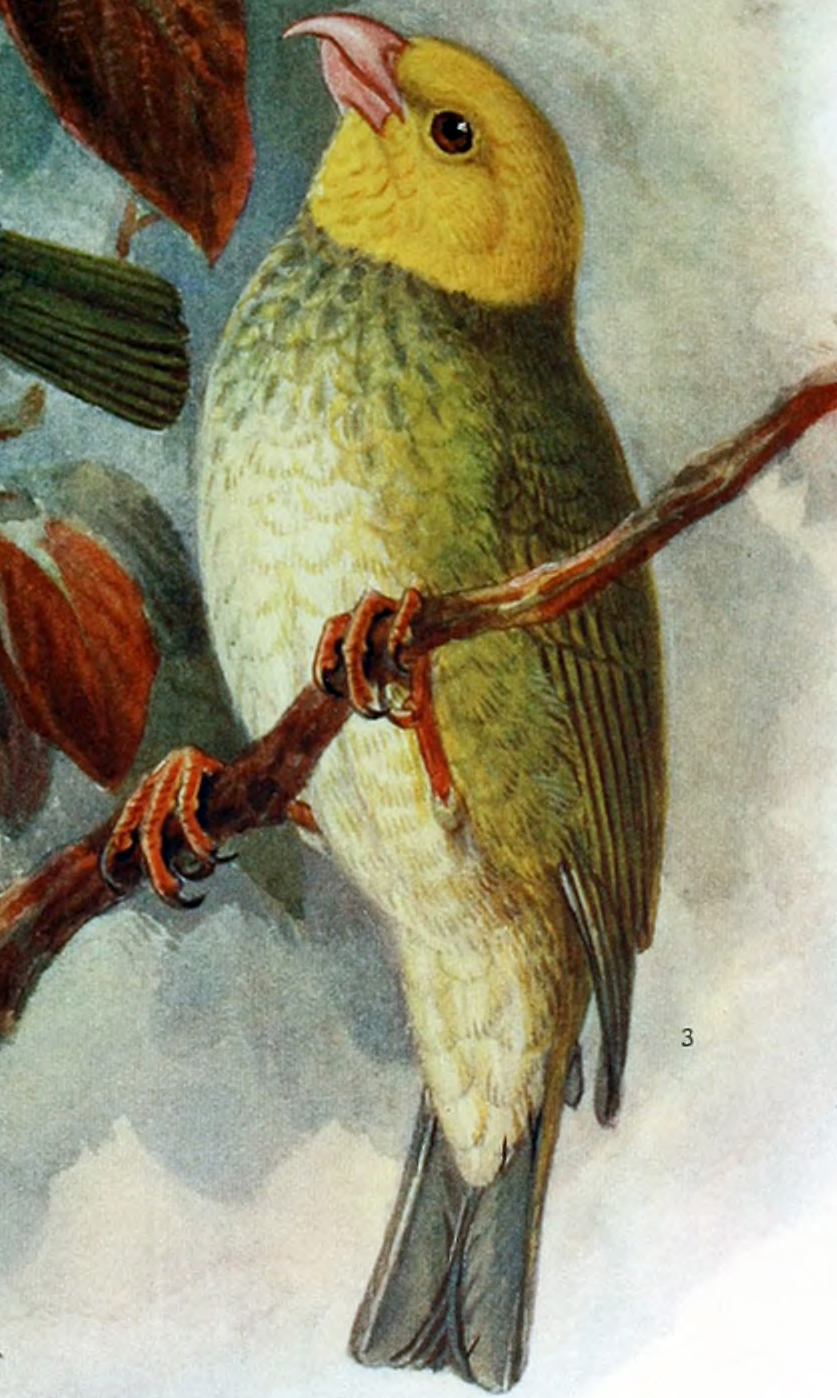
Illustrazione di maschio della sottospecie deppei.

Si tratta di uccelli, diurni, che si muovono perlopiù da soli o in coppie, mostrandosi estremamente mobili e seminomadi durante la ricerca del cibo: pur non essendo volatori particolarmente abili o veloci, infatti, gli ou mostrano straordinarie doti di resistenza. I vari esemplari si tengono in contatto fra loro mediante dei richiami che ricordano dei fischi emessi dall'uomo.

### Alimentazione
Si tratta di uccelli dalla dieta essenzialmente frugivora e granivora: il becco adunco è perfettamente adattato per estrarre i semi dell'epifita ʻieʻie, tuttavia gli ou si dimostrano molto versatili dal punto di vista dell'alimentazione, nutrendosi anche di nettare, bacche, germogli, foglie tenere (soprattutto di ʻōhiʻa lehua), nonché di cibo di origine animale, essenzialmente bruchi (probabilmente ricercati specialmente per nutrire i nidiacei durante il periodo riproduttivo).

### Riproduzione
La riproduzione di questi uccelli non è mai stata osservata, tuttavia essendo stati osservati quasi tutti i giovani fra giugno ed agosto si ritiene che essa cada durante la prima metà dell'anno: molto verosimilmente si tratta di uccelli monogami, che depongono due uova a covata. Il maschio corteggia la femmina cantando in maniera molto simile a un canarino.

## Distribuzione e habitat
L'ou è endemico delle Hawaii, dove abita le isole di Kauai e Hawaii. L'habitat di questi uccelli è stato storicamente piuttosto variaible, in quanto essi, pur preferendo le aree alberate umide, si dimostrano molto mobili e si spostano continuamente sia in altitudine (risalendo e scendendo le montagne) che in longitudine (volando anche di isola in isola), seguendo la maturazione di frutti e semi dei quali si cibano: attualmente, li si può osservare unicamente nelle foreste di ʻōhiʻa lehua a media altezza dell'isola di Hawaii e alla porzione centrale di Kauai.

## Tassonomia
Le popolazioni (attualmente estinte) delle isole di Oahu e Molokai sono state in passato descritte come sottospecie a sé stanti, col nome rispettivamente di Psittirostra psittacea deppei e P. p. oppidana: la specie è tuttavia attualmente ritenuta monotipica, anche in virtù della sua estrema mobilità attraverso l'arcipelago che ha permesso alle popolazioni delle varie isole di rimanere costantemente collegate fra loro, senza differenziarsi significativamente.
Nell'ambito della tribù dei Drepanidini, il genere Psittirostra forma un clade con gli altri fringuelli hawaiiani dal becco di pappagallo dei generi Dysmorodrepanis e Pseudonestor, nonché coi nettarivori del genere Hemignathus.

## Conservazione
L'ou è stato storicamente ben diffuso e abbondante in tutto l'arcipelago delle Hawaii: a partire dall'inizio del XX secolo è improvvisamente cominciato un declino tanto improvviso quanto devastante, tanto che già nel 1967 la United States Fish and Wildlife Service classificava questi uccelli come specie in pericolo. Nel 1983-1984 sono stati varati dei piani volti al recupero delle specie hawaiiane in via d'estinzione, con la cattura di esemplari da far riprodurre in cattività, l'eradicazione delle specie introdotte ed il ripristino dell'habitat primigenio: nonostante queste misure, gli ultimi avvistamenti attendibili di uccelli riconducibili a questa specie sono avvenuti nel 1989, su entrambe le isole in cui essa è sopravvissuta, tanto che la IUCN classifica l'ou come "specie in pericolo critico", dovendo passare per prassi 50 anni dall'ultimo avvistamento per poter dichiarare una specie ufficialmente estinta.
Fra i fattori che hanno portato all'annientamento delle popolazioni di questo uccello vi sono sicuramente l'alterazione dell'habitat a causa dell'introduzione di specie nocive e della messa a coltura di ampie porzioni di foresta: tuttavia, si pensa che la principale causa del crollo demografico di questi uccelli siano state le malattie arrivate al seguito delle zanzare (prime fra tutte la malaria aviaria ed il vaiolo aviario), alle quali tutti i drepanidini si sono rivelati estremamente vulnerabili. Gli ou hanno sofferto in particolare di queste malattie in quanto, pur potendo sopravvivere tranquillamente fra le montagne (dove le zanzare non arrivano a causa del clima e dove attualmente sono confinate tutte le specie superstiti di drepanidini), sono per indole portati a spostarsi continuamente a quote più basse e di isola in isola, divenendo prontamente preda di questi insetti e delle malattie da loro trasportate.

Il destino della specie è stato probabilmente segnato da una grande eruzione vulcanica che nel 1984 devastò le foreste delle pendici orientali del Mauna Loa, dove si rifugiava l'ultima popolazione significativa di questi uccelli.